# Vályadilsi
Vályadilsi (románul: Valea Dâljii) falu Romániában, Erdélyben, Hunyad megyében.

## Fekvése
Hátszegtől délnyugatra, Malomvíz mellett fekvő település.

## Története
Vályadilsi, Patak {Pathak}, Dalsanpatak nevét 1416-ban említette először oklevél. Pathakot ekkor a Kendefiek kapták új adományként Zsigmond királytól.
1472-ben Dalsanpathak-i Pap Sztojkát és testvérét: Kenderest, fiaival, leányaival együtt különös védelmébe vette a király, főleg a Kendefiek és Kenderesiek ellenében.
Későbbi névváltozatai: 1440, 1456-ban p. Pathak valószínűleg Válya : Válya-Dilsi ~ Valea-Dilsi), 1440-ben p. Pathak, 1495-ben Walya, 1750-ben Valea Silzsij, 1760–2 között Valye Dilsi, 1808-ban Vallyadelsi, Dilsenthal, Dilsivalja ~ Valjadilsi ~ Valyadiczi, 1888-ban Valea-Dilzsi (Dilsa-Pietroz), 1913-ban Vályadilsi.
A trianoni békeszerződés előtt Hunyad vármegye Hátszegi járásához tartozott.
1910-ben 545 lakosából 517 román volt. Ebből 524 görögkatolikus, 15 görögkeleti ortodox volt.

## Források

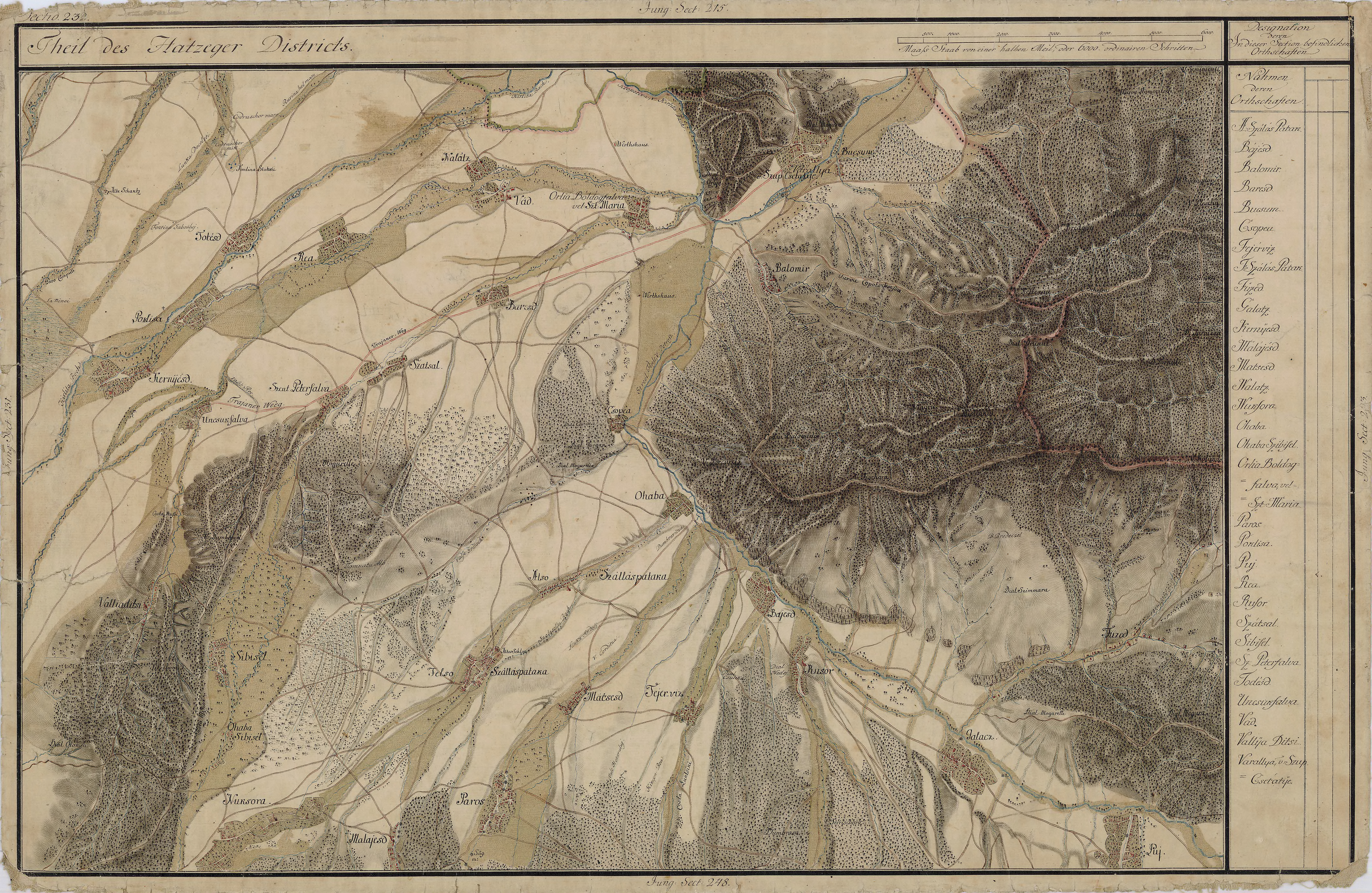
Vályadilsi egy régi térképen